# Consorzio per la tutela del formaggio Ragusano DOP
Il Consorzio per la tutela del formaggio Ragusano Dop è costituito da aziende della filiera interessate alla produzione del prodotto.

## Attività
L'obiettivo del Consorzio è la tutela della produzione del Ragusano DOP (formaggio a pasta filata prodotto con latte vaccino intero e crudo) e la sua denominazione. Ha il fine di promuoverne il consumo e di sostenere qualsiasi eventuale azione per impedire abusi e irregolarità sull’utilizzo del marchio, dei contrassegni consortili e della denominazione. Promuove inoltre indagini di mercato, convenzioni e collaborazioni con istituti universitari ed enti di ricerca scientifica per migliorare la produzione e la qualità del Ragusano DOP nonché per la valorizzazione del prodotto.
Dopo un primo riconoscimento nel 2003, revocato nel 2004, con il Decreto ministeriale del 28 ottobre 2013 il Ministero dell'agricoltura, della sovranità alimentare e delle foreste ha finalmente assegnato al Consorzio per la tutela del formaggio Ragusano DOP l’onere e l'onore di svolgere le funzioni di cui all’art. 14, comma 15, della legge 21 dicembre 1999, n. 526, per la DOP “Ragusano”.
L’ente si occupa quindi della sorveglianza (attraverso agenti nominati dallo stesso Ministero ed in collaborazione con gli Uffici territoriali della Repressione Frodi), della salvaguardia della Dop da abusi, atti di concorrenza sleale od utilizzo improprio della denominazione.
Il Consorzio ha inoltre il compito di presentare, alle autorità competenti, progetti per ulteriori miglioramenti della qualità e delle caratteristiche organolettiche, oltre che di modifica e adeguamento del disciplinare di produzione del formaggio.

## Zone di produzione
La zona di produzione del Ragusano DOP comprende l’intero territorio del Libero consorzio comunale di Ragusa ed i comuni di Noto, Palazzolo Acreide e Rosolini nel Libero consorzio comunale di Siracusa.